# Frikandó

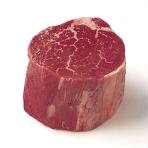
Borjú frikandó

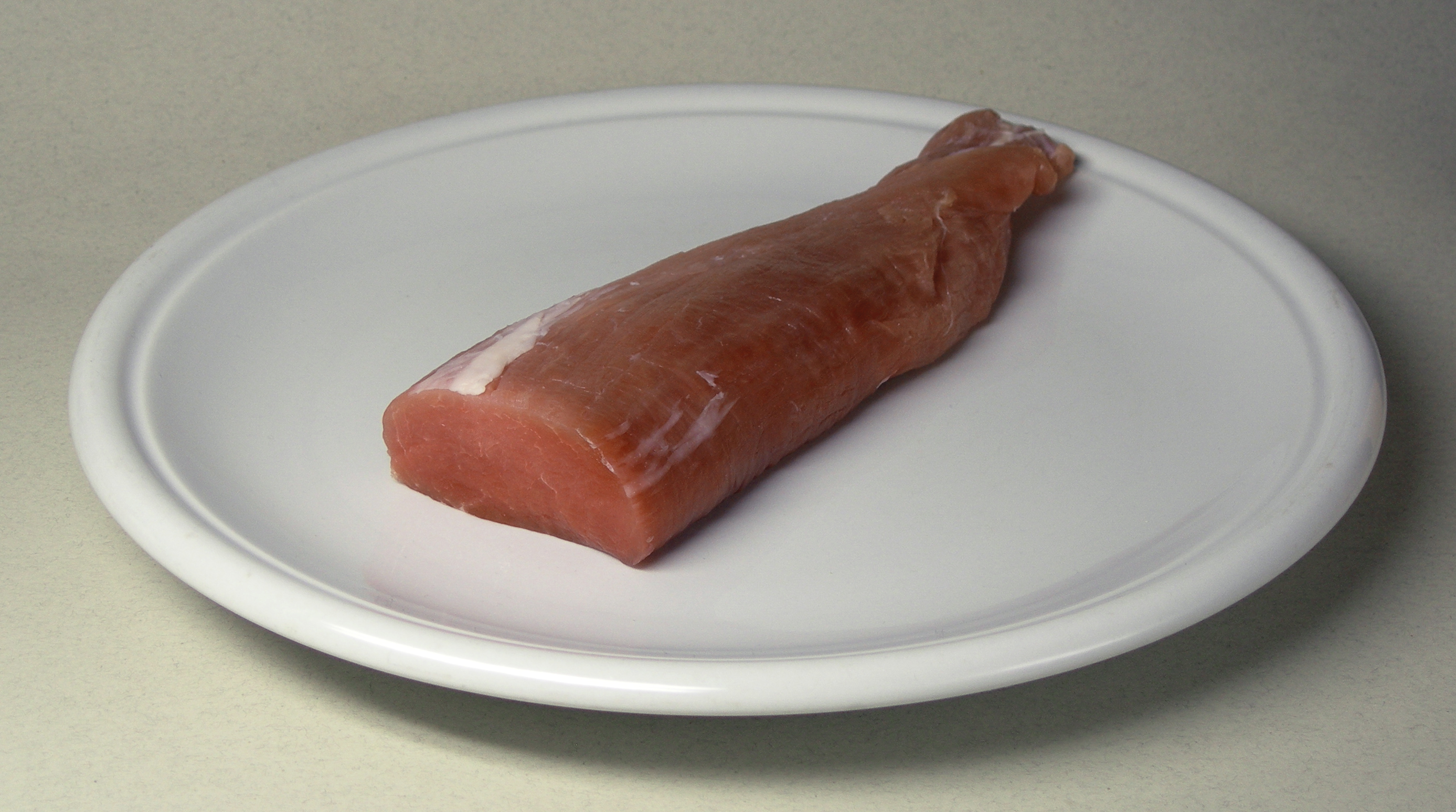
Sertés frikandó

A frikandó (fricandeau) francia eredetű szó
más néven borjúremek, fehér pecsenye, fekete pecsenye  a borjúcomb legfinomabb része, illetve a belőle készült húsétel.
A sertéscomb megfelelő részét is így nevezik,  a felsállal, a dióval és a rózsával együtt alkotja a sertéscombot. A frikandó a comb középső, hátsó részén található, szeletben, frissen nem süthető és nem is grillezhető. Minden más formában viszont nagyon finom.